# Pierre Salviac
Pierre Salviac, né le 28 juin 1946 à Rochefort (Charente-Maritime), est un journaliste français, ancien commentateur de matches de rugby à XV et depuis polémiste.
Il commence sa carrière en tant que grand reporter spécialisé dans le monde anglo-saxon. Il se consacre ensuite au rugby et assure en tandem avec d’anciens joueurs les commentaires de 500 retransmissions télévisées de 1983 à 2005 sur France Télévisions. Successeur du très populaire Roger Couderc en tant que voix du rugby sur le service public, Pierre Salviac renouvelle un style bon enfant appuyé sur des statistiques et des anecdotes et popularise des expressions imagées, parmi lesquelles : « la balle à l'aile, la vie est belle » ou « le cochon est dans le champ de maïs ».
Après son éviction de France Télévisions en 2005, il devient polémiste et critique notamment fermement les dérives de la professionnalisation du rugby. Pendant la Coupe du monde de rugby à XV 2015, il devient consultant pour la chaîne I-Télé et intervient régulièrement pendant les débriefings des matches.

## Biographie

### Enfance
Passionné dès son enfance par les retransmissions radiophoniques des grands évènements sportifs, Pierre Salviac décide vers 13 ans de devenir journaliste. Il entreprend néanmoins des études de comptabilité, avant de réussir à placer quelques articles en presse écrite, notamment une histoire du Stade rochelais dans l'édition locale du journal Sud Ouest.
En septembre 2015, il avoue sur ondes de France Info être orphelin de naissance, une « part d'ombre » de sa vie.

### Grand reporter
Pierre Salviac rejoint l'ORTF à Limoges en 1964, où il effectue son apprentissage en tant que reporter. Il évolue rapidement vers le métier de grand reporter, en entrant en 1966 à France Inter. En 1970, il devient l’envoyé spécial permanent de la station aux États-Unis pour la guerre du Viêt Nam ; il y commente en direct la mission Apollo 13 (1970). En 1972, il couvre les incidents du Bloody Sunday en Irlande du Nord, échappe à l’incendie de son hôtel à Londonderry puis à l’explosion de l’Hôtel Europe (en) à Belfast. Il effectue des reportages en slalomant dans Falls Road et Crumlin Road (en) pour rendre compte aux auditeurs des évènements. En 1976, il est en Afrique du Sud pour couvrir les émeutes de Soweto. Il mène plusieurs enquêtes sur place, au Transkei et dans les mines d’or de Welkom où il s’initie au langage Fanagalo (en).

### Journaliste sportif
Les responsabilités familiales lui font renoncer aux risques du métier de reporter de guerre. Il rejoint d’abord l’équipe de Guy Lagorce au journal France-Soir. En 1976, il est recruté par Antenne 2 comme journaliste sportif et adjoint de Robert Chapatte, chef du service des sports. Il couvre alors divers sports notamment pour la jeune émission Stade 2, en particulier le cyclisme et le Tour de France.

#### Successeur de Roger Couderc
En 1983, Roger Couderc, « le seizième homme du XV de France » natif de Souillac prend sa retraite. La direction de la chaîne laisse le choix du successeur à Pierre Albaladejo, le consultant de Couderc. Celui-ci, face à la bousculade des candidats et sous la pression des sollicitations, préfère prendre une année sabbatique. Pierre Salviac est alors choisi, avec l’approbation d’Albaladejo qui a déjà commenté avec lui un match Irlande - France à Lansdowne Road. À l’initiative de Robert Chapatte, la succession donne lieu à un passage de témoin officiel entre Roger Couderc et Pierre Salviac, avec pour témoins notamment Joseph Pasteur et Michel Drucker.

#### 500 matches au micro
Pierre Salviac commente la tournée des Australiens en France à l’automne 1983 en compagnie de Lucien Mias, capitaine victorieux de la tournée en Afrique du Sud de 1958. Il retrouve ensuite Pierre Albaladejo lorsque celui-ci reprend du service et leur tandem dure jusqu’en 1999, pour la dernière édition du Tournoi des Cinq Nations. De 2000 à 2005, il commente avec Thierry Lacroix. Il commente ainsi 500 matches et occupe parallèlement les postes de rédacteur en chef de la rubrique rugby et conseiller du directeur des sports pour la négociation des droits sportifs. Devenu la voix du rugby sur le service public, il popularise des expressions imagées, souvent inspirées par Pierre Albaladejo ou par des téléspectateurs, parmi lesquelles : « la balle à l'aile, la vie est belle » ou encore « le cochon est dans le maïs »...

#### L'éviction de France Télévisions
Dans les années 2000, les rapports de Pierre Salviac avec France Télévisions se dégradent, notamment lors de l'arrivée de Daniel Bilalian en 2004 à la tête du service des sports. Celui-ci décide d'ouvrir les commentaires du rugby à d'autres journalistes, ce que Salviac considère comme la première étape d'une mise au placard. Une procédure devant les prud'hommes est alors engagée avant qu'un accord soit trouvé entre les deux parties. Le journaliste a entre-temps commenté son dernier match pour France Télévisions à l'occasion de la finale de la Coupe d'Europe 2005 à Murrayfield. Il évoque cette période comme celle de sa « petite mort ».

### Polémiste
Devenu indépendant, Pierre Salviac s'attribue un rôle de « mouche du coche » vis-à-vis de la famille rugby et retrouve une popularité sur internet en lançant début 2006 Mondial du Rugby, un blog consacré au rugby « pas fédéralement correct ». Devenu depuis Rugbyolympic, ce blog s'est fondu en 2009 et 2010 dans le blog Salviac sur Yahoo!. Illustrant ses articles d'un autoportrait dessiné empruntant les codes de la série satirique South Park, Salviac développe un ton résolument polémique, qui lui vaudra le sobriquet de Père Ubu.
À la fin de 2006, il revient à ses premières amours radiophoniques sur RTL sous différents formats : il collabore à l’émission On refait le match et signe Le PS de Pierre Salviac ou L'humeur de Pierre Salviac. Sa ligne éditoriale est souvent grinçante, il fait preuve d'une certaine amertume quant à l'évolution du rugby professionnel : il regrette l'amateurisme d'antan.
Il revient également à la télévision et multiplie les apparitions sur les différents canaux de la TNT : Direct 8, W9, i>Télé et L'Équipe TV où il participe aux débats de L'Équipe du Soir durant 3 saisons. Sa dernière participation à l’émission a lieu le 3 juin 2014.

### Autres activités
Pierre Salviac garde en parallèle de sa carrière principale une activité épisodique de presse écrite, dans Le Journal du dimanche, Le Point, L'Express Sport dirigé par Guy Lagorce ou Direct Soir.
En 2004, il assure en compagnie de Thierry Lacroix la version française des commentaires du jeu vidéo World Championship Rugby. Il est associé en 2007 à des rééditions des plus grands matches.
En dehors du rugby, il se lance en 2008 dans l'aide aux voyageurs via le blog De voyageurs à voyageurs (ou Clubcampingcar).
En 2010, il est à l'origine de la reprise de la course de trottinettes Trott'Tour à La Rochelle. L'année suivante, il fait partie du jury du Festival Web TV de La Rochelle.
Il commente également la politique à sa façon sur son compte Twitter, à travers de petites phrases nommées « salviaqueries ».
Ajoutées à ses multiples employeurs professionnels, ces activités donnent des contraintes en pagaille. À l’automne 2011, à 65 ans, Pierre Salviac annonce son intention de prendre du recul par rapport au journalisme, et de quitter Paris pour retourner à La Rochelle où il compte échapper plus facilement aux sollicitations pour se concentrer sur quatre projets issus de sa longue carrière : une pièce de théâtre sur la guerre du Viêtnam, une fiction sur la guerre en Irlande du Nord, une émission pour France Télévision, et son blog consacré aux voyageurs.
En octobre 2015, il annonce qu'il est candidat pour la présidence de la Fédération française de rugby à XV. Il n'est pas le seul candidat, Pierre Camou, président sortant, Bernard Laporte et Alain Doucet, secrétaire général de la FFR, se sont eux aussi déclarés candidats. Il propose notamment de supprimer la Ligue nationale de rugby, retirer les clubs français de la Coupe d'Europe et de construire un championnat de 1re division de 32 clubs, divisés en deux poules de 16 réparties dans deux conférences Ouest et Est. Pour le XV de France, il propose de disputer le Tournoi des Six Nations en matches aller/retour et de délocaliser les matches du XV de France dans des stades de province. Il retire finalement sa candidature le 23 septembre 2016 car il constate que son renouvellement de licence de dirigeant s'est perdu entre la Réunion et la Fédération, ce qui le rend inéligible.

## Style

### L’école Bill McLaren
Dès le début de sa carrière de journaliste sportif, l’élégance, l’originalité et le dynamisme des interventions de Pierre Salviac lui valent des scoops (comme l’interview du cheikh Fahid Al-Ahmad en 1982 juste après que celui-ci a interrompu le match de coupe du monde de football France-Koweït) et des hommages.
La succession de Roger Couderc, immensément populaire, autant supporteur que commentateur, constitue un vrai défi. Si la formule existante est reprise avec l’association d’un journaliste et d’un consultant, Salviac la renouvelle en allant chercher son inspiration du côté de la BBC et de son commentateur Bill McLaren. Ainsi ses partenaires aux commentaires, tous anciens joueurs, se chargent des explications techniques, tandis que lui se concentre sur le descriptif, le statistique et l’anecdotique.

### Les statistiques salviaches
Pierre Salviac aborde sa carrière de journaliste sportif en s’appuyant sur une importante documentation.
Il découvre la micro-informatique lors d’un voyage aux États-Unis et fait développer un fichier informatique qui lui permettra d’archiver ses données statistiques et documentaires, devenant en cela un pionnier parmi ses confrères. Bases du style Salviac à l’antenne, statistiques et anecdotes ont permis la réalisation de plusieurs ouvrages spécialisés, tel que Rugby+ 1990 consacré au fondateur de Capgemini Serge Kampf, en remerciement de ses encouragements et de l’aide apportée. Elles sont également la base de l’intérêt du journaliste pour les nouvelles technologies, du site minitel Rugby+ aux divers blogs.

### Sur la place du village et autres expressions
La proximité avec les téléspectateurs de Salviac est entretenue notamment par le jeu des reprises à l’antenne d’expressions locales et imagées telles que « il faut remettre l’église sur la place du village » quand une équipe perd les fondamentaux du jeu. Certaines de ces expressions sont entendues dans les tribunes, d’autres suggérées par les téléspectateurs. Pierre Albaladejo, natif et ancien joueur de Dax, y apporte sa contribution sous forme d’expressions en gascon. Cette interactivité cultivée avec le public se concrétise par la suite dans l’animation de différents blogs et l’utilisation de réseaux sociaux.

### La dénonciation de l’argent roi
Dans son activité de polémiste, résolument hostile à la professionnalisation du rugby, Pierre Salviac dénonce pêle-mêle la starification, les attachés de presse qui coupent les joueurs du public et des journalistes, l’augmentation des enjeux financiers qui nuit au jeu, les pressions diverses des dirigeants de clubs, de fédérations ou des diffuseurs... Il plaide pour la diversité dans le rugby et le maintien de la formation française, apportant publiquement en 2010 une contribution financière symbolique au club de Bourgoin alors en difficulté.
Cette posture dénonciatrice des excès du rugby moderne se retrouve tout au long de son itinéraire : né dans l’immédiat après-guerre, il passe quarante ans sur le service public et apprend à revendiquer, dans le sillage des grands amateurs auprès desquels il a commencé sa carrière, le rugby comme « troisième mi-temps de la vie ». À son arrivée dans le privé, il multiplie les employeurs, se comparant lui-même à l’homme-orchestre Rémy Bricka pour le foisonnement de ses projets. Cette recherche d’indépendance s’accompagne d’une recherche affichée de « bons plans » qu’il n’hésite pas à partager sur son blog de voyage, ou en prêtant son image en 2007 à une campagne de publicité pour le site internet de dépôt-vente Vendez-Malin. Indissociable de cette image, le solex sur lequel il pose volontiers en photo.

## Polémiques
La présence prolongée de Pierre Salviac aux commentaires de France Télévisions lui vaudra de nombreuses attaques, en particularité sur sa légitimité rugbystique. N’ayant pratiqué le rugby qu’au niveau scolaire (à l’école Humphrey Perkins de Barrow upon Soar) et s’attachant avant tout à communiquer son enthousiasme, sa connaissance du jeu est parfois mise en cause par certains spécialistes, tandis qu’anecdotes abondantes et expressions populaires agacent certains autant qu’elles amusent d’autres. Il répond à cette question de la légitimité par la formule : « J’ai mis mon cœur où d’autres ont mis leurs mains ».
En 2003, ses commentaires et plaisanteries sur les joueurs japonais lors du match de coupe du monde Écosse-Japon provoquent l’indignation des téléspectateurs et l’intervention de la médiatrice de France Télévisions Geneviève Guicheney. Il s’excusera à l’antenne lors du direct suivant.
Par la suite, ses critiques répétées à l’encontre des institutions sportives en général et de l’arbitrage en particulier le placent volontairement en marge du paysage rugbystique. La légende veut d’ailleurs qu’il n’ait pas remis les pieds dans un stade de rugby depuis son dernier commentaire télévisé à Murrayfield en 2005, ce qu'il confirme en 2015 à France Info. On lui attribue également un comportement hostile au rugby à XIII pour lequel il aurait peu de considération et qu'il « définissait comme un sport mineur quasi inexistant ».
Ses méthodes journalistiques ont parfois prêté à confusion. Ainsi, en 2010, le site Rugbyrama met en cause une « revue de forums » lors de laquelle l’auteur effectue un copier-coller de résumés de matches du Top 14. Quelques semaines plus tard, c’est Mathieu Blin en sa qualité de président de Provale qui obtient de Yahoo! la publication d’un droit de réponse à un article évoquant brièvement le financement du syndicat de joueurs.
Ces tensions avec le paysage rugbystique trouvent leur illustration dans la passe d’armes par journaux interposés initiée en 2009 par l’un de ses successeurs aux commentaires, Mathieu Lartot. Ses relations avec les autres commentateurs de rugby restent tendues, à l’image des réserves qu’il émet à l’égard de son successeur direct, Jean Abeilhou (« Bien mal acquis ne profite jamais ») ou de Christian Jeanpierre.
En janvier 2012, un de ses messages postés sur Twitter est jugé homophobe par plusieurs associations LGBT,.
Le 9 mai 2012, au lendemain de l'élection présidentielle française, il est remercié par RTL pour avoir posté un tweet jugé sexiste à l'égard de Valérie Trierweiler, la compagne journaliste de François Hollande : « À toutes mes consœurs, baisez utile, vous avez une chance de vous retrouver première dame de France ». Il s'en excuse deux heures plus tard,. Dans la foulée, il commente cette affaire sur le réseau social : « Ne me cherchez plus à RTL suis en RTT ». Avant de conclure : « J’ai commis un penalty et pris un carton rouge. Qu’on ne compte pas sur moi pour contester l’arbitre. J’ai trop de respect pour RTL ». Depuis, il a assigné RTL en justice pour atteinte à la liberté d'expression. En première instance les deux parties ont été déboutées. Pierre Salviac a fait appel de la décision devant le TGI et assigné RTL devant les prud'hommes pour requalification.
Depuis juillet 2012 il est éditeur du site coopératif www.voyagez-malin.net. Le 1er décembre 2014, il fête un demi-siècle de journalisme. À cette occasion, il écrit ses mémoires de grand reporter sous le titre Merci pour ces moments (en allusion à celui du livre de Valérie Trierweiler Merci pour ce moment).

## Expressions popularisées
- « 17 comme la Charente-Maritime ».
- « Le cochon est dans le champ de maïs ».
- « La cabane est tombée sur le chien ».
- « La bourrique a tourné le cul au foin ».
- « Ce n’est pas la queue qui remue le chien ».
- « Il faut remettre l’église sur la place du village ».
- « Les mouches ont changé d'âne ».
- « La balle à l’aile, la vie est belle ».
- « C'est la ligne des 22 que vous voyez là !!! »
- « Il tape une chandelle, pour éclairer le jeu »

## Publications

### Ouvrages
- Champions à vendre, avec Pierre Georges, Gérard Albouy, Jean-Claude Buguin et Gilles Delamarre, Coll. « Questions d'actualité », Calmann-Lévy, 1974.
- Joies de la bicyclette, Textes d'Antoine Blondin et al., Direction de publication, Préface de Robert Chapatte, Coll. « Joies et réalités », Hachette, 1977.
- Joies de l'athlétisme, Direction de publication, Coll. « Joies et réalités », Hachette, 1978.
- Le Tournoi des 5 nations : 1910 – 1980, tous les matches, tous les résultats, tous les joueurs, Pierre Salviac, Coll. dirigée par Gérard Germain, Préface de Roger Couderc, Fernand Nathan, 1981.
- Le Tour de France : Les vainqueurs du Tour, les vainqueurs d'étapes, les classements de 1903 à 1981, Coll. dirigée par G. Germain, Préface de R. Chapatte, Fernand Nathan, 1981.
- Les numéros 1 rugby en caricatures, avec Pierre Albaladejo, Dessins de Jean Paret, Préface de Albert Ferrasse, Les numéros 1 du sport, 1987.
- Le Rugby en BD, avec Roger Brunel et Michel Rodrigue, Glénat, 1987.
- Rugby+ 1990, Développement informatique de Patrick Potier, Préface de P. Albaladejo, Milan Loubatières, 1989.
- À propos de rugby : compil des citations, Préface de P. Albaladejo, Atlantica, 2003.
- Les grands moments de rugby, préface de P. Albaladejo, Sélection du Reader's Digest, 2007.
- Merci pour ces moments, préface de Vincent Duluc, Éditions Talent sport, 272 p., 2015.  (ISBN 1093463236 et 979-1093463230)[38]

### Reportages
- Enquête au pays du sport divisé, Reportage en Afrique du Sud, Grand Stade, Antenne 2.
- Moi Xy, Reportage en Afrique du Sud, Antenne 2.